# Helen Wyman
Helen Wyman (* 4. März 1981 in St Albans) ist eine ehemalige britische Radrennfahrerin, die auf Cyclocross spezialisiert war.

## Sportlicher Werdegang
Wyman begann im Alter von 14 Jahren mit dem Radsport und übte den Sport später eine Zeitlang neben ihrem Physiotherapie-Studium aus. Erst mit 23 Jahren widmete sie sich vollends dem Sport, vor allem im Cyclocross.
Sie war über einen Zeitraum von 15 Jahren die beste britische Cyclocross-Fahrerin; von 2005 bis 2019 stand sie 14 Mal auf dem Podium der britischen Meisterschaften und gewann 10 Mal. International hatte sie ihre beste Zeit von 2009 bis 2015, als sie zweimal Europameisterin wurde (2012, 2013) und bei den Cyclocross-Weltmeisterschaften 2014 Bronze gewann. Dazu gelangen ihr von 2011 bis 2015 sechs Siege in der Superprestige-Serie  und von 2010 bis 2017 fünf Siege in der Trofee Veldrijden. Sie ist Rekordsiegerin beim prestigeträchtigen Koppenbergcross (2010, 2012, 2013, 2017). Insgesamt holte sie im Laufe ihrer Karriere über 70 Siege bei Rennen des internationalen Kalenders. Ein Sieg im Weltcup blieb ihr trotz 10 Podiumsplatzierungen verwehrt.
Neben ihrer Karriere im Cyclocross betrieb Wyman auch Straßenrennen, wenngleich mit weniger Erfolg. Von 2005 bis 2007 vertrat sie Großbritannien bei den Straßenradsport-Weltmeisterschaften, und in den britischen Meisterschaften im Straßenrennen stand sie 2007 mit dem 3. Platz auf dem Podium.
Von 2013 bis 2017 engagierte sich Wyman in der UCI-Kommission für Cyclocross. Die Einführung der U23- und Junioren-Kategorien für Frauen bei Cyclocross-Weltmeisterschaften, die 2016 bzw. 2019 erfolgte, wird auf ihren Einfluss zurückgeführt.
Nach dem Ende der Saison 2018/2019 beendete Wyman ihre aktive Karriere. Sie widmet sich seitdem unter anderem ihrem Projekt Helen100, das jüngeren Cyclocross-Fahrerinnen beim Aufbau ihrer Karriere helfen soll, unter anderem durch die Organisation von Rennen. Ein erstes internationales Rennen für Juniorinnen wurde 2019 im Rahmen des Azencross in Loenhout veranstaltet.

## Erfolge
2005/2006
- Britische Cyclocross-Meisterin

2006/2007
- Britische Cyclocross-Meisterin

2007/2008
- Britische Cyclocross-Meisterin

2008/2009
- Britische Cyclocross-Meisterin

2009/2010
- Cyclocross-Europameisterschaften
- Britische Cyclocross-Meisterin

2010/2011
- Cyclocross-Europameisterschaften
- Britische Cyclocross-Meisterin
- Trofee Veldrijden: Koppenbergcross

2011/2012
- Britische Cyclocross-Meisterin
- Superprestige: Ruddervoorde

2012/2013
- Cyclocross-Europameisterin
- Superprestige: Gieten
- Trofee Veldrijden: Koppenbergcross

2013/2014
- Cyclocross-Europameisterin
- Britische Cyclocross-Meisterin
- Cyclocross-Weltmeisterschaften
- Superprestige: Ruddervoorde, Gieten, Middelkerke
- Trofee Veldrijden: Koppenbergcross

2014/2015
- Britische Cyclocross-Meisterin

2015/2016
- Superprestige: Spa-Francorchamps
- Trofee Veldrijden: Hamme

2017/2018
- Britische Cyclocross-Meisterin
- Trofee Veldrijden: Koppenbergcross